# Évolution du collège épiscopal français en 2020
Liste des évêques français
- 2016
- 2017
- 2018
- 2019
- 2020
- 2021
- 2022
- 2023
- 2024

Cette page a pour but de présenter les évolutions intervenues au sein du collège épiscopal français au cours de l'année 2020, ainsi que la situation des évêques des diocèses de France métropolitaine et d'outre-mer, mais également des évêques français exerçant pour la curie romaine ou pour des diocèses étrangers au 31 décembre 2020.

## Évolution du1erjanvier au 31 décembre 2020
L'année 2020 aura été marquée en particulier par les nominations des nouveaux archevêques de Lyon, Auch et Monaco et par la démission du cardinal Philippe Barbarin. 
| Date              | Événement                                                      | Titre                                                  |
| ----------------- | -------------------------------------------------------------- | ------------------------------------------------------ |
| 5 janvier 2020    | Installation de Vincent Jordy                                  | Archevêque métropolitain de Tours                      |
| 21 janvier 2020   | Démission de Bernard Barsi                                     | Archevêque émérite de Monaco (Monaco)                  |
| 21 janvier 2020   | Nomination de Dominique-Marie David                            | Archevêque de Monaco (Monaco)                          |
| 26 janvier 2020   | Installation de Jean-Paul James                                | Archevêque métropolitain de Bordeaux                   |
| 29 janvier 2020   | Mort de Georges-Hilaire Dupont, OMI                            | Évêque émérite de Pala (Tchad)                         |
| 8 février 2020    | Ordination épiscopale de Nicolas Lhernould                     | Évêque de Constantine et Hippone (Algérie)             |
| 29 février 2020   | Installation de Nicolas Lhernould                              | Évêque de Constantine et Hippone (Algérie)             |
| 6 mars 2020       | Démission du cardinal Philippe Barbarin                        | Archevêque métropolitain émérite de Lyon               |
| 8 mars 2020       | Ordination épiscopale et installation de Dominique-Marie David | Archevêque de Monaco (Monaco)                          |
| 29 avril 2020     | Mort de Philippe Breton                                        | Évêque émérite d'Aire et Dax                           |
| 2 juin 2020       | Mort de Jacques Noyer                                          | Évêque émérite d'Amiens                                |
| 6 juin 2020       | Démission de Michel Santier                                    | Évêque émérite de Créteil                              |
| 26 juin 2020      | Mort de Pierre Bach, MEP                                       | Vicaire apostolique émérite de Savannakhet (Laos)      |
| 27 juin 2020      | Démission de Jean-Claude Boulanger                             | Évêque émérite de Bayeux et Lisieux                    |
| 11 août 2020      | Nomination de Laurent Percerou                                 | Évêque de Nantes                                       |
| 12 août 2020      | Mort de François-Mathurin Gourvès                              | Évêque émérite de Vannes                               |
| 25 août 2020      | Mort d'Hippolyte Simon                                         | Archevêque métropolitain émérite de Clermont           |
| 4 septembre 2020  | Démission de Jean-Paul Jaeger                                  | Évêque émérite d'Arras, Boulogne et Saint-Omer         |
| 4 septembre 2020  | Nomination d'Olivier Leborgne                                  | Évêque d'Arras, Boulogne et Saint-Omer                 |
| 20 septembre 2020 | Installation de Laurent Percerou                               | Évêque de Nantes                                       |
| 13 octobre 2020   | Mort de Claude Feidt                                           | Archevêque émérite d'Aix-en-Provence et Arles          |
| 22 octobre 2020   | Démission de Maurice Gardès                                    | Archevêque émérite d'Auch, Condom, Lectoure et Lombez  |
| 22 octobre 2020   | Nomination de Bertrand Lacombe                                 | Archevêque d'Auch, Condom, Lectoure et Lombez          |
| 22 octobre 2020   | Nomination d'Olivier de Germay                                 | Archevêque métropolitain de Lyon                       |
| 25 octobre 2020   | Installation d'Olivier Leborgne                                | Évêque d'Arras, Boulogne et Saint-Omer                 |
| 26 octobre 2020   | Démission d'Emmanuel Lafont                                    | Évêque émérite de Cayenne                              |
| 10 novembre 2020  | Nomination de Jacques Habert                                   | Évêque de Bayeux et Lisieux                            |
| 16 novembre 2020  | Démission d'Alain Lebeaupin                                    | Nonce apostolique émérite auprès de l'Union européenne |
| 22 novembre 2020  | Installation de Bertrand Lacombe                               | Archevêque d'Auch, Condom, Lectoure et Lombez          |
| 1er décembre 2020 | Mort d'Henri Teissier                                          | Archevêque émérite d'Alger (Algérie)                   |
| 10 décembre 2020  | Nomination de Jean-Luc Garin                                   | Évêque de Saint-Claude                                 |
| 14 décembre 2020  | Démission d'Henri Coudray                                      | Vicaire apostolique émérite de Mongo (Tchad)           |
| 17 décembre 2020  | Démission d'Éric Aumonier                                      | Évêque émérite de Versailles                           |
| 20 décembre 2020  | Installation d'Olivier de Germay                               | Archevêque métropolitain de Lyon                       |
| 28 décembre 2020  | Démission de Marc Stenger                                      | Évêque émérite de Troyes                               |

Soit pour l'année 2020 :
- Sept nominations dont
  - Une nomination d'un nouvel évêque en France
  - Cinq transferts d'évêques
  - Une nomination d'évêque français au service d'un diocèse étranger
- Deux ordinations épiscopales
- Onze départs en retraite ou démissions
- Huit décès

## France métropolitaine
- Agen : Hubert Herbreteau
- Aire et Dax : Nicolas Souchu ; Hervé Gaschignard, évêque émérite
- Aix-en-Provence et Arles : Christophe Dufour, archevêque
- Ajaccio : vacant
- Albi, Castres et Lavaur : Jean Legrez, archevêque
- Amiens : vacant
- Angers : Emmanuel Delmas ; Jean Orchampt, évêque émérite
- Angoulême : Hervé Gosselin ; Claude Dagens, évêque émérite
- Annecy : Yves Boivineau
- Arras, Boulogne sur Mer et Saint Omer : Olivier Leborgne ; Jean-Paul Jaeger, évêque émérite
- Auch, Condom, Lectoure et Lombez : Bertrand Lacombe, archevêque ; Maurice Gardès, archevêque émérite ; Maurice Fréchard, archevêque émérite
- Autun, Chalon et Mâcon : Benoît Rivière ; Raymond Séguy, évêque émérite
- Avignon : Jean-Pierre Cattenoz, archevêque
- Bayeux et Lisieux : Jacques Habert ; Jean-Claude Boulanger, évêque émérite
- Bayonne, Lescar et Oloron : Marc Aillet ; Pierre Molères, évêque émérite
- Beauvais, Noyon et Senlis : Jacques Benoit-Gonnin
- Belfort-Montbéliard : Dominique Blanchet ; Claude Schockert, évêque émérite
- Belley-Ars : Pascal Roland ; Guy Bagnard, évêque émérite
- Besançon : Jean-Luc Bouilleret, archevêque
- Blois : Jean-Pierre Batut ; Maurice de Germiny, évêque émérite
- Bordeaux et Bazas : Jean-Paul James, archevêque ; Jean-Marie Le Vert, évêque auxiliaire ; cardinal Jean-Pierre Ricard, archevêque émérite
- Bourges : Jérôme Beau, archevêque ; Armand Maillard, archevêque émérite ; Hubert Barbier, archevêque émérite
- Cahors : Laurent Camiade
- Cambrai : Vincent Dollmann, archevêque
- Carcassonne et Narbonne : Alain Planet ; Jacques Despierre, évêque émérite
- Châlons-en-Champagne : François Touvet ; Gilbert Louis, évêque émérite
- Chambéry, Maurienne et Tarentaise : Philippe Ballot, archevêque
- Chartres : Philippe Christory
- Clermont : François Kalist, archevêque
- Coutances et Avranches : Laurent Le Boulc'h
- Créteil : vacant ; Michel Santier, évêque émérite ; Daniel Labille, évêque émérite
- Digne-les-Bains, Riez et Sisteron : Jean-Philippe Nault ; François-Xavier Loizeau, évêque émérite
- Dijon : Roland Minnerath, archevêque
- Évreux : Christian Nourrichard
- Évry-Corbeil-Essonnes : Michel Pansard ; Michel Dubost, évêque émérite ; Guy Herbulot, évêque émérite
- Fréjus et Toulon : Dominique Rey
- Gap et Embrun : Xavier Malle ; Jean-Michel Di Falco, évêque émérite
- Grenoble et Vienne : Guy de Kerimel
- Langres : Joseph de Metz-Noblat ; Philippe Gueneley, évêque émérite
- La Rochelle et Saintes : Georges Colomb ; Bernard Housset, évêque émérite
- Laval : Thierry Scherrer
- Le Havre : Jean-Luc Brunin ; Michel Guyard, évêque émérite
- Le Mans : Yves Le Saux
- Le Puy-en-Velay : Luc Crepy
- Lille : Laurent Ulrich, archevêque ; Antoine Hérouard, évêque auxiliaire ; Gérard Defois, évêque émérite ; Gérard Coliche, évêque auxiliaire émérite
- Limoges : Pierre-Antoine Bozo
- Luçon : François Jacolin ; Alain Castet, évêque émérite
- Lyon : Olivier de Germay, archevêque ; Patrick Le Gal, évêque auxiliaire ; Emmanuel Gobilliard, évêque auxiliaire ; cardinal Philippe Barbarin, archevêque émérite
- Marseille : Jean-Marc Aveline, archevêque ; Georges Pontier, archevêque émérite
- Meaux : Jean-Yves Nahmias
- Mende : Benoît Bertrand ; Paul Bertrand, évêque émérite
- Metz : Jean-Christophe Lagleize ; Jean-Pierre Vuillemin, évêque auxiliaire ; Pierre Raffin, évêque émérite
- Montauban : Bernard Ginoux ; Jacques de Saint-Blanquat, évêque émérite
- Montpellier, Lodève, Béziers, Agde et Saint Pons de Thomières : Pierre-Marie Carré, archevêque ; Alain Guellec, évêque auxiliaire ; Guy Thomazeau, archevêque émérite ; Claude Azéma, évêque auxiliaire émérite
- Moulins : vacant
- Nancy-Toul : Jean-Louis Papin
- Nanterre : Matthieu Rougé ; Gérard Daucourt, évêque émérite ; François Favreau, évêque émérite
- Nantes : Laurent Percerou ; Georges Soubrier, évêque émérite
- Nevers : Thierry Brac de La Perrière
- Nice : André Marceau ; Louis Sankalé, évêque émérite ; Jean Bonfils, évêque émérite
- Nîmes, Uzès et Alès : Robert Wattebled
- Orléans : Jacques Blaquart ; André Fort, évêque émérite
- Pamiers, Couserans et Mirepoix : Jean-Marc Eychenne
- Paris : Michel Aupetit, archevêque ; Denis Jachiet, évêque auxiliaire ; Thibault Verny, évêque auxiliaire ; Philippe Marsset, évêque auxiliaire ; cardinal André Vingt-Trois, archevêque émérite
- Périgueux et Sarlat : Philippe Mousset ; Michel Mouïsse, évêque émérite
- Perpignan-Elne : Norbert Turini
- Poitiers : Pascal Wintzer, archevêque ; Albert Rouet, archevêque émérite
- Pontoise : Stanislas Lalanne
- Quimper, Cornouailles et Léon : Laurent Dognin
- Reims : Eric de Moulins-Beaufort, archevêque ; Bruno Feillet, évêque auxiliaire ; Thierry Jordan, archevêque émérite ; Joseph Boishu, évêque auxiliaire émérite
- Rennes, Dol et Saint Malo : Pierre d'Ornellas, archevêque ; Alexandre Joly, évêque auxiliaire
- Rodez et Vabres : François Fonlupt
- Rouen : Dominique Lebrun, archevêque ; Jean-Charles Descubes, archevêque émérite
- Saint-Brieuc et Tréguier : Denis Moutel ; Lucien Fruchaud, évêque émérite
- Saint-Claude : Jean-Luc Garin
- Saint-Denis : Pascal Delannoy
- Saint-Dié : Didier Berthet ; Jean-Paul Mathieu, évêque émérite ; Paul-Marie Guillaume, évêque émérite
- Saint-Étienne : Sylvain Bataille
- Saint-Flour : Bruno Grua
- Séez : vacant
- Sens et Auxerre : Hervé Giraud, archevêque ; Yves Patenôtre, archevêque émérite ; Georges Gilson, archevêque émérite
- Soissons, Laon et Saint-Quentin : Renauld de Dinechin
- Strasbourg : Luc Ravel, archevêque ; Christian Kratz, évêque auxiliaire ; Joseph Doré, archevêque émérite ; Jean-Pierre Grallet, archevêque émérite
- Tarbes et Lourdes : Nicolas Brouwet ; Jacques Perrier, évêque émérite
- Toulouse, Saint Bertrand de Comminges et Rieux : Robert Le Gall, archevêque ; Émile Marcus, archevêque émérite
- Tours : Vincent Jordy, archevêque ; Bernard-Nicolas Aubertin, archevêque émérite
- Troyes : vacant ; Marc Stenger, évêque émérite
- Tulle : Francis Bestion ; Bernard Charrier, évêque émérite
- Valence, Die et Saint-Paul-Trois-Châteaux : Pierre-Yves Michel ; Didier-Léon Marchand, évêque émérite
- Vannes : Raymond Centène
- Verdun : Jean-Paul Gusching ; François Maupu, évêque émérite
- Versailles : vacant ; Bruno Valentin, évêque auxiliaire ; Jean-Charles Thomas, évêque émérite ; Éric Aumonier, évêque émérite
- Viviers : Jean-Louis Balsa ; François Blondel, évêque émérite

- Armées françaises : Antoine de Romanet
- Mission de France : Hervé Giraud, prélat ; Yves Patenôtre, prélat émérite ; Georges Gilson, prélat émérite

## France d'outre-mer
- Basse-Terre et Pointe-à-Pitre : Jean-Yves Riocreux
- Cayenne : vacant ; Emmanuel Lafont, évêque émérite
- Mayotte : Charles Mahuza Yava, S.D.S., vicaire apostolique
- Saint-Denis de La Réunion : Gilbert Aubry
- Saint-Pierre et Fort-de-France : David Macaire, archevêque ; Michel Méranville, archevêque émérite
- Nouméa : Michel-Marie Calvet, archevêque
- Papeete : Jean-Pierre Cottanceau, archevêque ; Hubert Coppenrath, archevêque émérite
- Taiohae : Pascal Chang-Soi ; Guy Chevalier, évêque émérite
- Wallis-et-Futuna : Susitino Sionepoe ; Ghislain de Rasilly, évêque émérite

## Églises orientales en France
- Éparchie Notre-Dame-du-Liban de Paris des Maronites : Nasser Gemayel
- Éparchie Saint-Vladimir-le-Grand de Paris des Ukrainiens : vacant ; Hlib Lonchyna, administrateur apostolique
- Éparchie Sainte-Croix-de-Paris des Arméniens : Élie Yéghiayan ; Jean Teyrouz, évêque émérite
- Ordinariat de France des catholiques orientaux : Michel Aupetit

## Au service du Saint-Siège
Plusieurs évêques français exercent des fonctions dans les services diplomatiques du Saint-Siège ou dans les différents organismes de la Curie romaine.
- Tribunal suprême de la signature apostolique : cardinal Dominique Mamberti, préfet
- Archives secrètes du Vatican et Bibliothèque apostolique vaticane : Jean-Louis Bruguès, archiviste et bibliothécaire émérite
- Congrégation pour le clergé : Joël Mercier, secrétaire
- Conseil pontifical pour la culture : cardinal Paul Poupard, président émérite
- Institut biblique pontifical : cardinal Albert Vanhoye, SJ, professeur émérite d'écritures saintes

- Service diplomatique : François Bacqué, nonce apostolique émérite ; André Dupuy, nonce apostolique émérite ; Jean-Paul Gobel, nonce apostolique émérite ; Alain Lebeaupin, nonce apostolique émérite
- Nonciature apostolique en Égypte et délégué apostolique auprès de la  Ligue arabe : Nicolas Thévenin, nonce apostolique
- Nonciature apostolique aux États-Unis : Christophe Pierre, nonce apostolique
- Nonciature apostolique en Slovénie et délégué apostolique au  Kosovo : Jean-Marie Speich, nonce apostolique
- Ordre souverain de Malte : Jean Laffitte, prélat

## Au service de diocèses étrangers

### Afrique
- Algérie - Alger : Paul Desfarges, SJ, archevêque
- Algérie - Constantine : Nicolas Lhernould, évêque
- Algérie - Laghouat-Ghardaïa : Claude Rault, M.Afr, évêque émérite
- Algérie - Oran : Jean-Paul Vesco, OP, évêque ; Alphonse Georger, évêque émérite
- République du Congo - Impfondo : Jean Gardin, CSSp, évêque émérite
- République du Congo - Ouesso : Yves Monot, CSSp, évêque
- Djibouti - Djibouti : Georges Perron, OFM. Cap, évêque émérite
- Gabon - Makokou : Joseph Koerber, CSSp, vicaire apostolique
- Gabon - Mouila (en) : Dominique Bonnet, CSSp, évêque émérite
- Maroc - Rabat : Vincent Landel, SCJ Béth, archevêque émérite
- Niger - Niamey : Michel Cartatéguy, SMA, archevêque émérite ; Guy Romano, CSsR, évêque émérite
- Tchad - Mongo : Henri Coudray, SJ, vicaire apostolique émérite
- Tchad - N'Djaména : Charles Vandame, SJ, archevêque émérite

### Amérique du Sud
- Brésil - Santissima Conceição do Araguaia : Dominique You, évêque
- Brésil - Viana (en) : Xavier de Maupeou, évêque émérite

### Asie - Océanie
- Cambodge - Phnom-Penh : Olivier Schmitthaeusler, MEP, vicaire apostolique ; Yves Ramousse, MEP, vicaire apostolique émérite
- Corée du Sud - Andong : René Dupont, MEP, évêque émérite

### Europe
- Estonie - Estonie : Philippe Jourdan, administrateur apostolique
- Monaco - Monaco : Dominique-Marie David, archevêque ; Bernard Barsi, archevêque émérite
- Turquie - Istanbul : Louis Pelâtre, AA, vicaire apostolique émérite

## Autres situations
- Pierre-Marie Gaschy et Lucien Fischer, vicaires apostoliques émérites des îles de Saint-Pierre et Miquelon, vicariat apostolique supprimé en 2018.
- Jacques Gaillot, évêque titulaire de Partenia.